# Dave Challinor
David Paul Challinor (geboren op 2 oktober 1975) is een Engelse professionele voetbalmanager en voormalig speler die manager is van EFL League One- club Stockport County. Hij begon zijn trainerslooppbaan met Colwyn Bay FC met wie hij als speler zijn spelerscarriere afronde. Hij boekte direct success, om vervolgens bij AFC Fylde drie maal in 8 jaar te promoveren. Vervolgens haalde Hartlepool United FC hem binnen met wie hij direct promoveerde ten koste van Stockport County FC dat hem direct daarna inlijfde. Met Stockport behaalde hij eveneens succes door in 4 jaar 2 maal te promoveren en daarmee de club in 2024 terugbracht op de derde niveau met ambitie on de Championship te bereiken.